# Teresa Krogulec
Teresa Krogulec, primo voto Konopka, secundo voto Sikorska, tertio voto Mackiewicz (ur. 19 stycznia 1934 w Krakowie, zm. 22 maja 2024 w Warszawie) – polska siatkarka, reprezentantka Polski, brązowa medalistka mistrzostw Europy (1955) i mistrzostw świata (1956) – mistrzyni Polski (1961).

## Kariera sportowa
Była zawodniczką Legii Warszawa, zdobyła złoty medal mistrzostw Polski w 1961, a także sześciokrotnie wicemistrzostwo (1955, 1956, 1957, 1963, 1964 i 1965).
W reprezentacji Polski debiutowała 9 maja 1954 w towarzyskim spotkaniu z Bułgarią. Wystąpiła na akademickich mistrzostwach świata w 1954 (trzecie miejsce), mistrzostwach Europy w 1955 (trzecie miejsce) i mistrzostwach świata w 1956 (trzecie miejsce) Ostatni raz w biało-czerwonych barwach wystąpiła 28 maja 1958 w towarzyskim spotkaniu z zespołem Buriewiestnik Leningrad. Łącznie w I reprezentacji Polski zagrała w 70 spotkaniach.
Jej trzecim mężem był Konrad Mackiewicz.